# Ebadta gorilla
Az Ebadta gorilla (eredeti cím: Mom, Can I Keep Her?) 1998-ban megjelent amerikai filmvígjáték.

## Cselekmény
A gonosz és kegyetlen vándormutatványos, Dzsungel Ed gorillája megszökik. A nőstény gorilla, Zamora a Blair család garázsában bújik el.
Timmy Blair egy tizenkét éves fiú, akit nagyon nyugtalanítanak a mindennapi életében bekövetkező különböző események, például az, hogy apja alig figyel rá, mert túlságosan a szakmai elfoglaltságára koncentrál, vagy hogy mostohaanyja kihasználja őt, és rábízza az összes olyan feladatot, amit el kell végezni ahhoz, hogy szerinte örömben és harmóniában éljenek együtt. Emellett Timmy bizonytalannak érzi magát az iskolai problémái miatt, amelyekkel a tanulmányaiban való előrehaladás és az osztálytársaival való kapcsolatteremtés terén küzd, akik túlságosan különösnek tartják őt ahhoz, hogy az osztálytermen kívül bizalmi kapcsolatot alakítsanak ki vele.
De minden megváltozik abban a pillanatban, amikor Timmy találkozik valakivel, akivel már az első pillanattól kezdve összhangba kerül, mert ugyanolyan elszigeteltnek és depressziósnak érzi magát, mint ő maga.
Az egyetlen hátránya, hogy új barátja egy nagy gorilla, ami a szüleiből azt a félelmet váltja ki, hogy az állat megtámadja és elrabolja.
Közben Dzsungel Ed nem mond le a gorilláról, hanem felbérli a híres vadászt, Reinhartot, aki megnehezíti Timmy dolgát.

## Szereplők
- Gil Gerard (Reinhart)
- Kevin Dobson (Dr. Joel Blair)
- Justin Berfield (Timmy Blair)
- Alana Stewart (Eva Blair)
- Henry Darrow (Mr. Willard)
- Mary Woronov (Dr. Klein)
- Brinke Stevens (Jenna)

## Külső hivatkozások
- Mom, Can I Keep Her?